# Богохульник (фільм, 1921)
Богохульник (англ. The Blasphemer) — американська драма режисера О. Е. Гобеля 1921 року.

## Сюжет
Це рідко можна побачити, тиха релігійна акція проведена католицькою асоціацією мистецтв. Після чого бізнесмен з Волл-стріт, Джон Харден хвалиться, що він є господарем своєї долі і не вірить ні в Бога, ні в диявола. Само собою зрозуміло, він заплатить за свою зарозумілість. Його сім'я банкрутує, його друзі залишають його, і все складеться від поганого до гіршого, поки його віра не буде відновлена.

## У ролях
- Джордж Говард — Джон Гарден
- Августа Андерсон — місіс Андерсон
- Ірвінг Каммінгс